# Terminal Intermodal São Mateus

O Terminal Intermodal São Mateus é um terminal de transporte da cidade de São Paulo. Atualmente congrega na mesma região, um terminal de ônibus Intermunicipais da EMTU, uma estação de Metrô, além de um projeto de um novo terminal municipal de ônibus gerido pela SPTrans.

## Estação do metrô
Em 2009 o Metrô de São Paulo lançou o projeto da Linha 15–Prata (Vila Prudente–Hospital Cidade Tiradentes), no qual foi projetada a "Estação São Mateus". As áreas necessárias à construção da estação foram desapropriadas através do Decreto Nº 57.837, de 6 de março de 2012. Segundo o "Estudo de Impacto Ambiental", esperava-se que a futura estação São Mateus recebesse 79.720 passageiros por dia, sendo a segunda mais utilizada da Linha 15 (atrás apenas de Vila Prudente).
As obras da estação São Mateus foram licitadas através da concorrência pública nº4161221302/2013 (Lote 2 - estações Jardim Planalto, Sapopemba, Fazenda da Juta e São Mateus), cuja vencedora foi a empresa TIISA - Triunfo Iesa Infraestrutura S.A, no valor de 151.024.024,07 reais, com prazo de conclusão de 31 meses (contados a partir de 24 de maio de 2013).
Com o fim do contrato, o Metrô realizou o processo licitatório nº 4086621301, vencido pela empresa Azevedo & Travassos, no valor de 47 milhões de reais. No entanto, a empresa Azevedo & Travassos acabou abandonando o contrato por problemas financeiros, causando uma paralisação da obra. O Metrô rompeu o contrato com a empresa em outubro de 2018. Posteriormente, o Metrô acordou a continuação da obra com a empreiteira STER Engenharia no final de abril de 2019. A estação foi inaugurada no dia 16 de dezembro de 2019.

### Diagrama da estação
|  | ↓ a ↓ |

| 1 |

|  | ↕ b ↕ |

| 2 |

|  | ↑ c ↑ |

|  | ↓ a ↓ |

| 1 |

|  | ↕ b ↕ |

| 2 |

|  | ↑ c ↑ |

|  | ↓ a ↓ |

| 1 |

|  | ↕ b ↕ |

| 2 |

|  | ↑ c ↑ |

|  | ↓ a ↓ |

| 1 |

|  | ↕ b ↕ |

| 2 |

|  | ↑ c ↑ |

### Tabela
| Sigla | Estação    | Inauguração            | Capacidade     | Integração | Plataformas | Posição | Notas |
| ----- | ---------- | ---------------------- | -------------- | --- | ----------- | ------- | ----- |
| MAT   | São Mateus | 16 de dezembro de 2019 | Não confirmada | Bilhete Único da SPTrans, Terminal São Mateus, Corredor São Mateus - Jabaquara (EMTU) e BRT Metropolitano Perimetral Leste Jacu-Pêssego | Centrais    | Elevada |       |

## Terminal (EMTU)
O Terminal São Mateus apareceu pela primeira vez em projeto em 1976, dentro do plano Sistran, que previa uma rede de 280 km de trólebus a ser implantada em 4 fases na cidade de São Paulo e Região Metropolitana. A rede de trólebus da CMTC entre São Mateus e o Centro foi aberta em 4 de julho de 1981, tendo um terminal improvisado instalado nos arredores do Largo de São Mateus.
Na mesma época o governo do estado, por meio da EMTU, desenvolveu o projeto de um corredor de trólebus ligando o Jabaquara a São Mateus, passando por Diadema, São Bernardo do Campo e Santo André.
Iniciadas em junho de 1985, as obras do Corredor Metropolitano São Mateus–Jabaquara incluíram a construção de um terminal de trólebus em São Mateus, com cobertura espacial treliçada revestida com telhas de alumínio. Esse terminal, assim como o primeiro trecho do corredor, foi aberto em 4 de dezembro de 1988.  Nessa época, o terminal improvisado da CMTC foi desmontado e suas linhas passaram a ter ponto final dentro do novo terminal.
Atualmente a EMTU estuda a implantação do Corredor BRT Perimetral Leste (entre São Mateus e Guarulhos), que afetará parte do terminal existente.
Segundo a EMTU, São Mateus é o mais movimentado de seus terminais, com 102 mil passageiros por dia útil.

## Terminal (SPTrans)

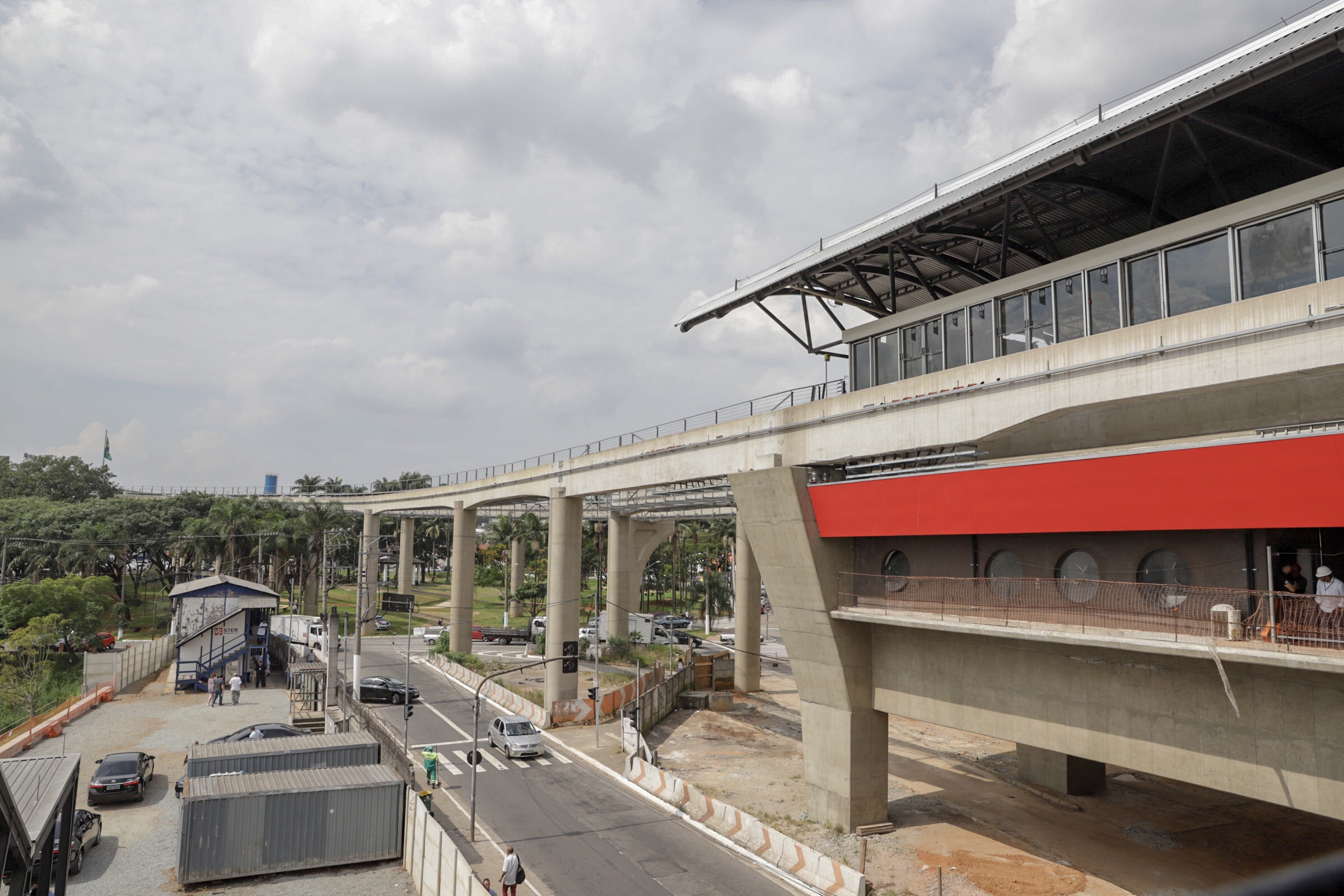
Vista parcial da estação São Mateus (Linha 15), ao lado da praça Felisberto Fernandes da Silva (à esquerda). A prefeitura pretendia construir o Terminal São Mateus nesse lugar em 2004.

Entre 1981 e 1988 a prefeitura de São Paulo, por meio da CMTC operou um terminal de ônibus provisório em São Mateus. Desde então, já foram apresentados dois projetos para a implantação de um estrutura definitiva na região. Em 2004 foi elaborado o projeto do "Terminal São Mateus", projetado sobre o canteiro central da Avenida Sapopemba. No entanto, a obra não saiu do papel e o canteiro central da avenida foi utilizado pela Linha 15 do Metrô.
Em 2010, a SPTrans contrata um novo projeto de terminal junto a empresa GPO Sistran. O novo terminal, com  27.120 m² de área construída projetada, atendimento previsto de 328 ônibus por hora/pico e circulação diária de 14,4 mil passageiros, faz parte do projeto do futuro corredor de ônibus Itaim Paulista-São Mateus.
Em 15 de julho de 2013 foi publicado o decreto de utilidade pública nº 54.091 desapropriando 88 imóveis necessários para a implantação do terminal, no quadrilátero formado pelas Avenidas Sapopemba, Adélia Chofi e rua Ministro Luís Sparano (até a altura da rua Pascoal Dias, usada como delimitação até a Avenida Sapopemba). O custo da obra foi estimado em 125 milhões de reais. No entanto, devido à crise econômica de 2014 no país, a obra não saiu do papel.

## Toponímia
Matteo Bei (1880-1946) foi um imigrante italiano que adquiriu parte das terras da Fazenda da Juta em 1946. Matteo faleceu antes que pudesse lançar um loteamento ali, obra continuada por seu filho Salvador. Em homenagem ao pai, batizou o novo loteamento de Cidade São Mateus, enquanto que a prefeitura de São Paulo nomeou em 1953 a principal via do loteamento de Avenida Matteo Bei.